# 27107 Michelleabi
27107 Michelleabi è un asteroide della fascia principale. Scoperto nel 1998, presenta un'orbita caratterizzata da un semiasse maggiore pari a 2,3608683 UA e da un'eccentricità di 0,1211507, inclinata di 2,38579° rispetto all'eclittica.